# Rachel

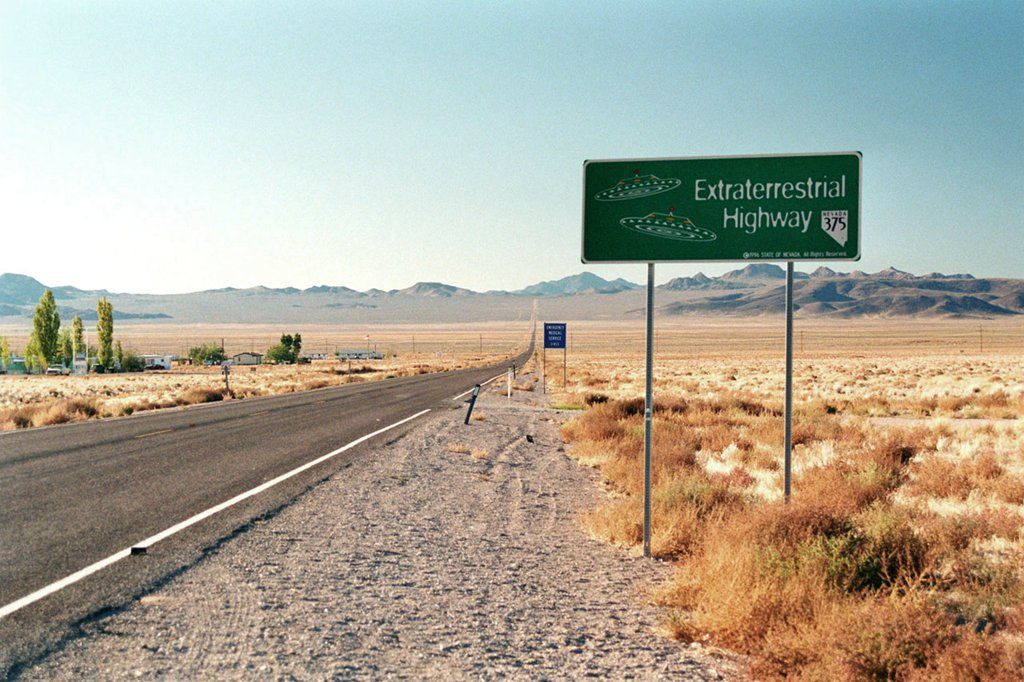
Autostrada UFO w pobliżu Rachel

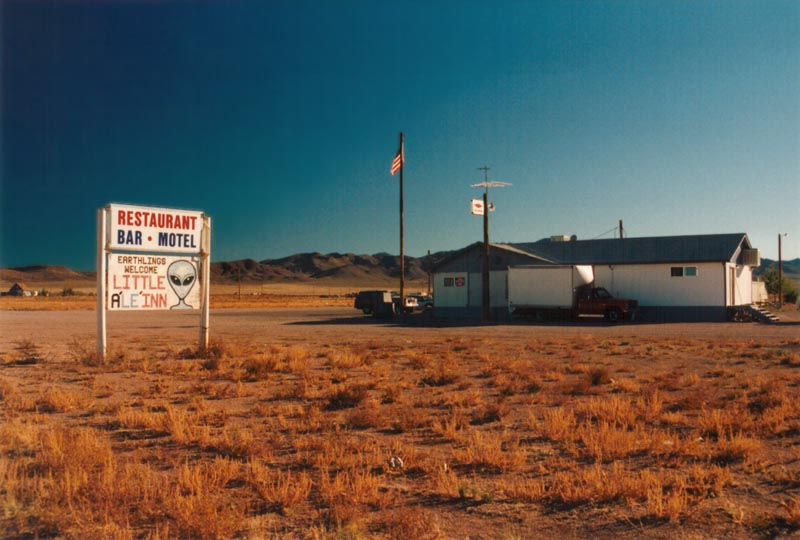
Bar, restauracja i motel

Rachel – jednostka osadnicza w hrabstwie Lincoln stanu Nevada, na terenie Strefy Sił Powietrznych Nellis. Pierwotnie powstało dla górników wydobywających wolfram. Kopalnie zamknięto w 1988 roku. Obecnie zamieszkane przez około 100 osób. Większość prowadzi rancza i mieszka w przyczepach kempingowych.
Miasteczko znajduje się trzy godziny drogi od Las Vegas wzdłuż tzw. Autostrady UFO dzięki czemu cieszy się zainteresowaniem wśród entuzjastów ufologii i tajnych samolotów.
Rachel oferuje motel restaurację, sklep turystyczny i bar Little A'Le'Inn.

## zobacz też
- Rachela